# Důtky

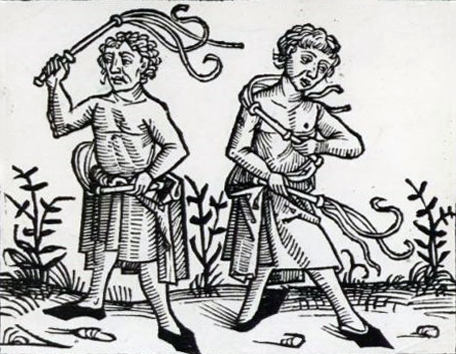
Flagelanti mrskající se důtkami (dřevoryt z 15. století)

Důtky jsou víceramenný bič určený k vykonávání tělesných trestů – a to jak jiné osoby, tak i dříve pro sebemrskačství (flagelantství). Obvykle jsou vyrobeny z kůže nebo koženky a používají se fyzickému trestání nebo týrání osob, dále pro sadomasochistické sexuální hrátky (třeba spanking) apod. Rozdělit je lze podle účelu, velikosti, použitého materiálu, tvrdosti, případně typu rukojeti.
Speciální případem, které se kdysi používaly pro tělesné tresty, jsou pletené kočky, z nichž patrně nejznámější je devítiocasá kočka. Pro brutální mučení osob je možné důtky na konci jednotlivých pramenů doplnit například o olověné nebo ocelové kuličky, drátěné háčky apod.